# Bernhard Strauß (Volleyballspieler)
Bernhard Strauß (* 28. Mai 1975 in Salzburg, Österreich) ist ein ehemaliger österreichischer Beachvolleyballspieler.

## Karriere
Strauß spielte 2000 und 2001 auf der FIVB World Tour an der Seite von Österreichs Beachvolleyball-Urgestein Gernot Leitner, konnte allerdings nie vordere Plätze belegen. Ab 2002 bildete er ein Duo mit Florian Gosch. 2005 wurden Gosch/Strauß österreichische Meister und belegten bei der WM in Berlin Platz 33. Auf der FIVB World Tour hatten sie 2006 mit zwei neunten Plätzen in Kapstadt und Espinho ihre besten Resultate. 2007 trat Strauß mit Sebastian Göttlinger bei der WM in Gstaad an und landete auf Platz 37. Danach beendete er seine Karriere.